# Pedro Alberto Bustamante López
Pedro Alberto Bustamante López (ur. 9 stycznia 1965 w Cotaparaco) – peruwiański duchowny rzymskokatolicki, w latach 2013–2020 prałat terytorialny, a następnie do 2024 biskup diecezjalny Sicuani, od 2024 biskup diecezjalny Huánuco.

## Życiorys
Święcenia kapłańskie przyjął 7 grudnia 1992 i został inkardynowany do archidiecezji Arequipa. Pracował głównie jako duszpasterz parafialny. W 1999 otrzymał także nominację na prowikariusza generalnego archidiecezji. W latach 2006–2011 był wikariuszem biskupim, a w latach 2011-2013 wikariuszem generalnym.
10 lipca 2013 został prekonizowany biskupem prałatem Sicuani. Sakry biskupiej udzielił mu 15 sierpnia 2013 arcybiskup Arequipy, Javier del Río Alba. 29 września 2020, w związku z podniesieniem prałatury do rangi diecezji, otrzymał tytuł jej biskupa diecezjalnego.
1 czerwca 2024 papież Franciszek przeniósł go na urząd biskupa Huánuco.